# Toscaninihof

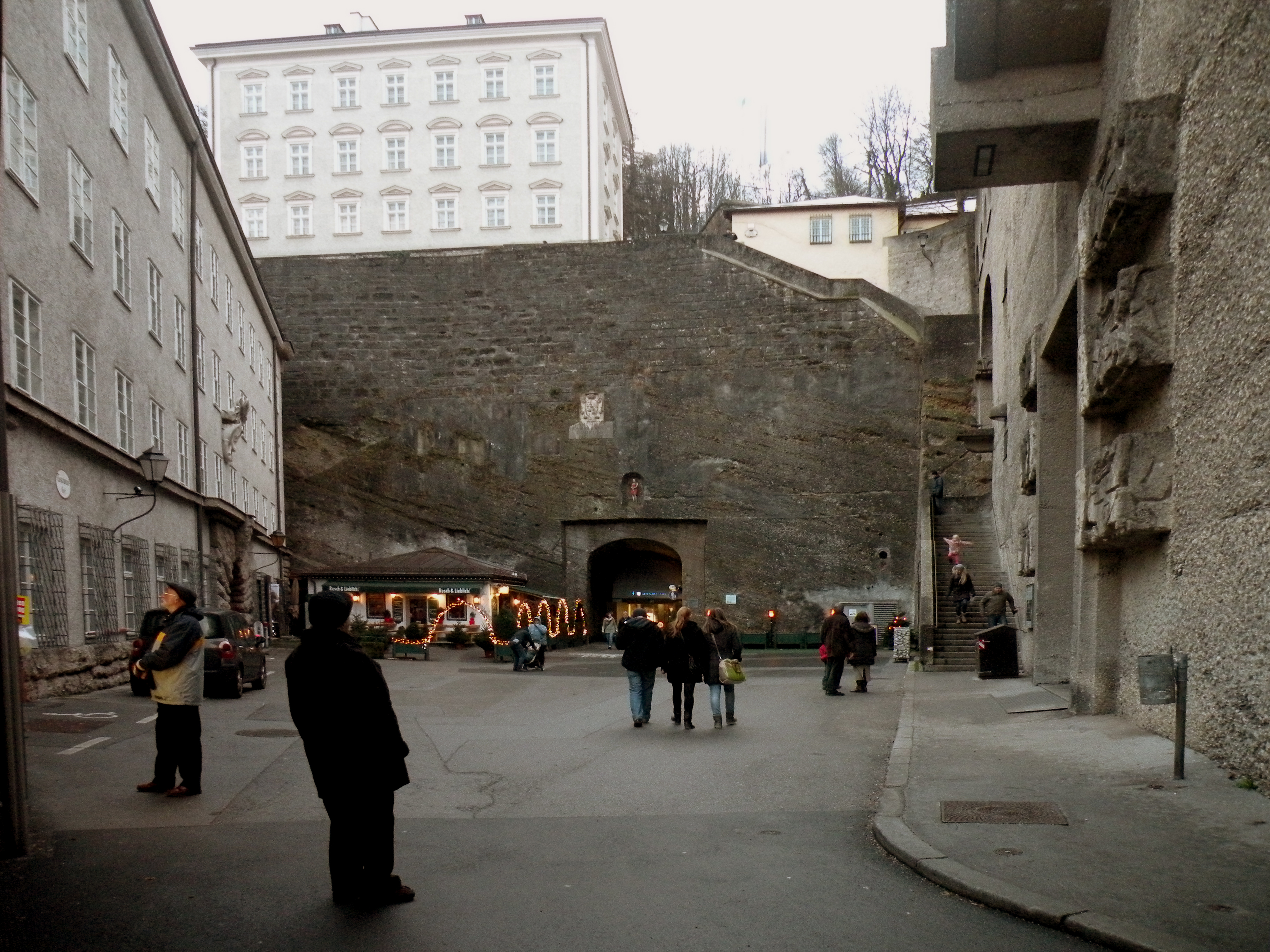
Toscaninihof

Der Toscaninihof ist ein kleiner, nach dem italienischen Dirigenten Arturo Toscanini benannter Platz in der Fußgängerzone der linken Altstadt von Salzburg.

## Geschichte
An der Stelle des jetzigen Toscaninihofs stand bis 1937 das Geburtshaus des ehemaligen Landeshauptmanns von Salzburg Franz Rehrl. Beim dritten Umbau des Festspielhauses durch Clemens Holzmeister wurde auf Wunsch Toscaninis der Zuschauerraum um 180° gedreht. Dadurch wurde ein Abriss des Hauses notwendig.
Anlässlich des 70. Geburtstags von Arturo Toscanini (am 25. März 1937) wurde der Platz in Toscaninihof umbenannt.

## Bauwerke
Im Norden ist der Platz zum Max-Reinhardt-Platz hin offen, die Straße wird durch das Künstlerische Betriebsbüro der Salzburger Festspiele überbrückt.
Im Osten begrenzt das Kolleg St. Benedikt den Platz.
Im Süden befindet sich ein von Festspielkünstlern und -angehörigen häufig frequentierter Gastronomiebetrieb. Im Südwesten begrenzt der Mönchsberg den Hof. Über das Felsentor gelangt man über einen Fußgängertunnel entweder zur Altstadtparkgarage innerhalb des Bergs oder durch in den Stadtteil Riedenburg. Oberhalb des Tunnelportals befindet sich seit 2007 in einer Nische das Kunstwerk Frau im Fels von Stephan Balkenhol, das Bezug nimmt zu seinem zweiten Salzburger Kunstwerk Sphaera auf dem Kapitelplatz.
Im Westen befindet sich der Zugang zum Pressebüro der Festspiele. Im Nordwesten begrenzt den Platz das Haus für Mozart mit der markanten Außenorgel (auch: Freiluftorgel) und den monumentalen Eisentoren, die einen direkten Zugang zur Hinterbühne erlauben. Die links und rechts von den Toren angebrachten Betonreliefs Maskenhaltende Genien wurden 1938 von den Nationalsozialisten abgeklopft, im Jahr 1979 jedoch von ihrem Schöpfer Jakob Adlhart rekonstruiert. Neben dem Zugang führt die Clemens-Holzmeister-Stiege hinauf zur Edmundsburg und weiter auf den Mönchsberg.